# 산조르조 마조레 성당
산 조르조 마조레 성당(이탈리아어: Basilica di San Giorgio Maggiore)는 이탈리아 베네치아의 산 마르코 광장의 남쪽 해상에 떠 있는 산 조르조 섬에 위치한 교회이다. 안드레아 팔라디오가 설계하였고 1566년과 1610년 사이에 건축되었다.